# Stenocercus dumerilii
Stenocercus dumerilii är en ödleart som beskrevs av  Franz Steindachner 1867. Stenocercus dumerilii ingår i släktet Stenocercus och familjen Tropiduridae. Inga underarter finns listade i Catalogue of Life.